# Hermann Sodermanns
Hermann Sodermanns (* 11. November 1934; † 31. Oktober 2008 in Duisburg) war ein deutscher Fußballspieler. 

## Karriere
Hermann Sodermanns spielte bis Ende der 1950er Jahre für den Duisburger FV 08. Ein bereits fixierter Wechsel zu Eintracht Nordhorn im Sommer 1956 wurde wieder rückgängig gemacht, der Vertrag aufgehoben. Später ging er zum TuS Duisburg 48/99. In der Spielzeit 1958/59 wurde er mit dem Klub Meister der Verbandsliga Niederrhein, anschließend setzte sich die Mannschaft in der Aufstiegsrunde zur II. Division gegen den Bonner SC und die SpVg Beckum durch. Damit gewann sie den Titel des westdeutschen Amateurmeisters und war zur Teilnahme an der Deutschen Amateurmeisterschaft 1959 berechtigt. Im Ausscheidungsspiel gegen den Berliner Amateurmeister SV Norden-Nordwest gehörte Sodermanns zu den herausragenden Spielern, die den Duisburger Klub zu 3:1-Erfolg führte. Im Halbfinale scheiterte die Mannschaft nach einer 1:2-Niederlage nach Verlängerung am SV Arminia Hannover. In den beiden folgenden Jahren absolvierte Sodermanns für den Duisburger Klub in der II. Division 58 Spiele und schoss dabei 25 Tore. 1961 folgte der Wechsel zum 1. FC Pforzheim, für den er 63 Partien bestritt und ebenfalls 25 Tore schoss. Mit Neugründung der zweitklassigen Regionalliga Süd wechselte Sodermanns 1963 zu den Stuttgarter Kickers, für die er bis 1965 aktiv war.
Zwischenzeitlich gehörte Sodermanns gemeinsam mit seinem Duisburger Mannschaftskameraden Theo Ullenboom zum Stamm der Niederrhein-Auswahl. Mit dem seinerzeitigen Titelverteidiger nahm er unter anderem am Länderpokal 1959 teil und war dabei mindestens gegen die Saarlandauswahl Torschütze.
Nach seiner Zeit als Spieler war Sodermanns Trainer beim ASV Botnang und bei Eintracht Duisburg.
Hauptberuflich arbeitete Sodermanns als Maurer.